# Jean-Claude Vidilles
Jean-Claude Vidilles (Levallois-Perret, 26 oktober 1928 – Bordeaux, 4 augustus 1997) was een Frans autocoureur. 
In 1958 was hij eenmaal te vinden op de inschrijvingslijst van een Formule 1-race, de Grand Prix van Marokko van dat jaar voor het team Cooper. Hij reed deze race als Formule 2-inschrijving, waardoor hij geen WK-punten kon verdienen voor het Formule 1-kampioenschap. Vidilles startte de race echter niet en schreef zich hierna nooit meer in voor een Formule 1-race.
In 1952, 1955 en 1957 deed Vidilles ook mee aan de Mille Miglia, waarbij zijn beste resultaat een zestiende plaats was in 1955. Tussen 1954 en 1965 reed hij ook negenmaal in de 24 uur van Le Mans, waar zijn beste resultaat een elfde plaats was in 1956 voor het team Automobiles Deutsch et Bonnet met als teamgenoot Jean Thépenier.